# Nanoblock

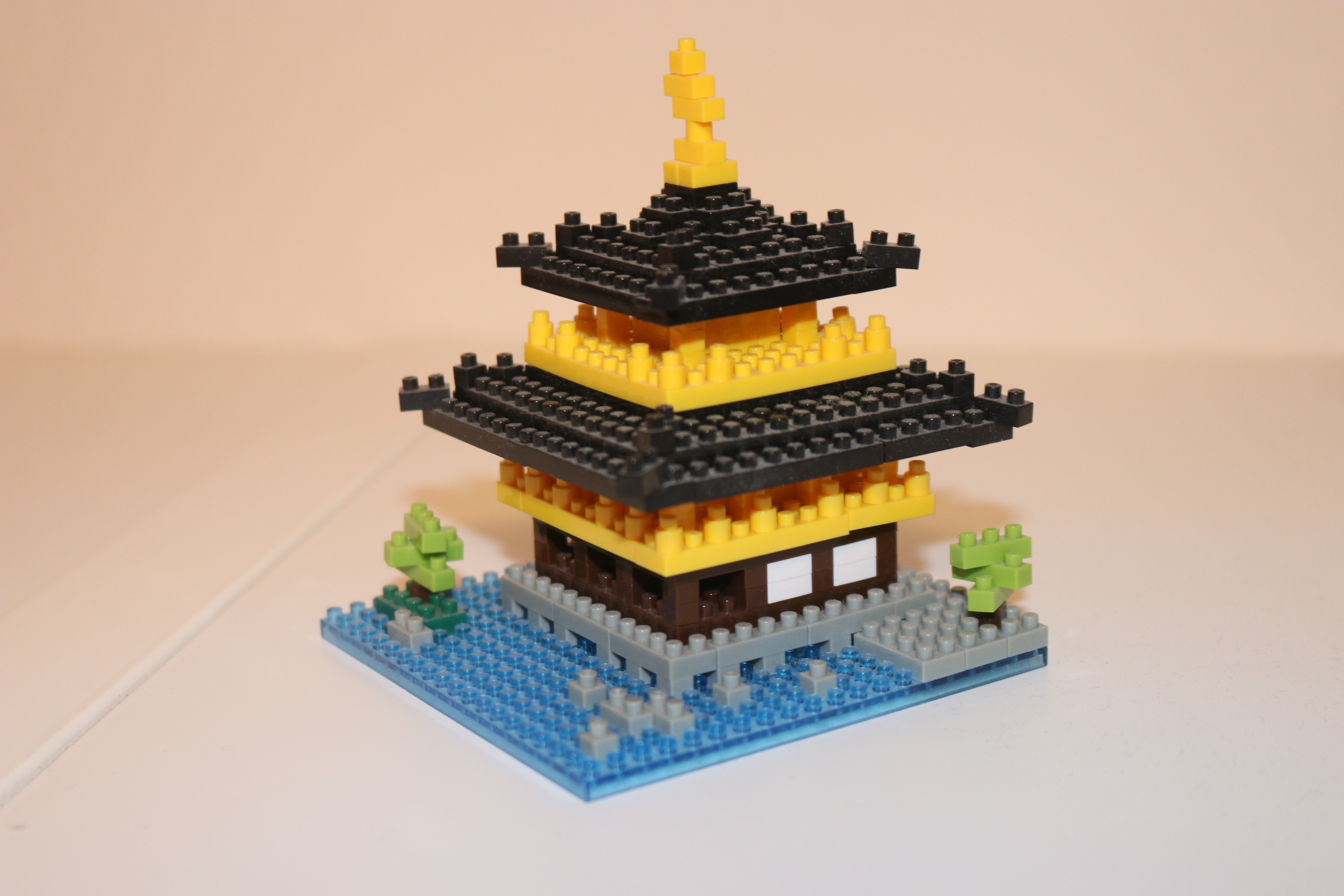
Le temple japonais Kinkaku-ji en nanoblock.

Nanoblock est une gamme de jouets de construction, fabriquée par la firme japonaise Kawada (ja) (カワダ) depuis 2008. Les briques sont similaires à des briques Lego, mais de taille plus réduite.

## Histoire
Les briques Nanoblock sont commercialisées depuis octobre 2008.